# Giordano Bruno
Giordano Bruno, rojen kot Filippo Bruno, (vzdevek 'Il Nolano' – Nolančan), italijanski filozof, pesnik, astronom, matematik, satirik, mistik in okultist, * januar 1548, Nola, Kraljevina Neapelj, Italija, † 17. februar 1600, Rim, Papeška država, Italija.  Deloval je v obdobju pozne renesanse.
Brunove teorije so zaznamovale moderno znanost. Najbolj znane izmed teh so njegove teorije neskončnosti vesolja in neštetih svetov, v katerih je zavračal tradicionalno geocentrično astronomijo. Znan je predvsem po tragični smrti, ki jo je utrpel na grmadi zaradi zavzetosti, s katero je zagovarjal svoje nekonvencionalne ideje v konfliktnem času bojev za evangelizacijo Evrope med rimskokatoliškim in reformacijskim krščanstvom.

## Življenje

### Mladost
Filippo Bruno se je rodil leta 1548 v Noli (v Kampaniji, del Neapeljskega kraljestva). Bil je sin poklicnega vojaka Giovannija Bruna in Fraulisse Savolino. V mladosti so ga starši poslali na šolanje humanistike, logike in dialektike v Neapelj. Tam je prejemal zasebne inštrukcije v avguštinskem samostanu, prav tako pa se je udeleževal javnih predavanj v Studiumu Generale. Navdušen je bil nad predavanji G. V. de Colla, ki je bil znan po svojem nagibanju k averoizmu (srednjeveška arabska filozofska smer, ki odreka duši nesmrtnost).
Pri 17 letih je vstopil v dominikanski samostan z bogato filozofsko tradicijo -  samostan San Domenico Maggiore v Neaplju. Ob tem je sprejel ime Giordano po svojem učitelju metafizike, Giordanu Crispu. Tam je nadaljeval svoje šolanje, leta 1565 pa je bil posvečen v dominikanski red. Kot duhovnik je začel službovati leta 1572, ko je bil star 24 let. 

### Odraslo obdobje
V juliju 1575 je Bruno zaključil predpisano šolanje, kar je v njem sprožilo odpor do teološke prefinjenosti. V tem življenjskem obdobju je prebral dva prepovedana komentarja Erazma Rotterdamskega in nato neprizadeto razpravljal o hereziji arijanízma, ki je zanikal Troedinost in božanstvo Kristusa; zaradi tega je bilo zanj razpisano sojenje zoper herezijo, katere ga je obtožil provincialni pater reda. Zaradi tega je februarja 1576 pobegnil v Rim. Tam je bil nepravično obsojen zaradi umora. Drugi proces izobčenja pa se je začel v aprilu 1576 in je zaradi njega spet pobegnil. Opustil je dominikanski red in potoval po v severni Italiji. Leta 1578 je odšel v kalvinistično Ženevo, kjer se je preživljal z lektoriranjem. Ni verjetno, da bi se spreobrnil v kalvinizem, iskal je le zatočišče pred preganjanjem. Po objavi članka v časopisu, v katerem je izražal nasprotovanje uveljavljenemu kalvinističnemu profesorju, je odkril, da reformirana cerkev ni nič bolj strpna kot katoliška. Po tem dogodku je bil skupaj s tiskarjem aretiran, in šele ko je umaknil članek, mu je bilo dovoljeno zapustiti mesto. Iz Italije se je nato preselil v Francijo, najprej v Lyon, nato pa v Toulouse (1580-81), kjer je na tamkajšnji univerzi doktoriral in bil izjemno priljubljen med študenti. Pretekli grehi pa so prišli za njim, zato se je znova neuspešno otepal obtožb herezije s strani katoliške cerkve. Od tam se je umaknil v Pariz.
V Parizu je Bruno končno našel prijetno mesto za delo in poučevanje. Kljub spopadom med katoličani in hugenoti (francoski protestanti) je bil kraljevi dvor Henrika III. pretežno pod vplivom skupine zmernih katolikov in simpatizerjev protestantskega kralja Navarre Henrika Burbonskega, ki je postal dedič prestola v Franciji leta 1584. Brunov verski odnos je bil združljiv s to skupino, zato je prejemal varstvo s strani francoskega kralja. Leta 1582 je Bruno objavil tri mnemotehniška dela, v katerih je raziskoval nove pojme za dosego intimnega znanja realnosti. Objavil je tudi ljudsko komedijo Il candelaio (1582; »Svečar«), ki skozi slikovito predstavitev sodobne neapeljske družbe sestavi protest proti korupciji družbe in uveljavljeni morali tistega časa.
Spomladi leta 1583 se je Bruno preselil v London, tam ga je kmalu začel mikati Oxford, zato je poleti začel predavati tudi tam. V svojih predavanjih je navajal, da kopernikanska teorija ohranja realnost gibanja Zemlje. Zaradi sovražnega sprejema med oxonijanci (člani Oxfordske univerze) je kot gost francoskega veleposlanika odšel nazaj v London. V času življenja v Londonu se je povezal z nekaterimi vplivnimi ljudmi tistega časa, z grofom Leicestera Robertom Dudleyjem in s sirom Philipom Sidneyjem.
Februarja 1584 je bil povabljen s strani Fulka Grevilla (član sidneyjskega kroga) z namenom, da bi o svoji teoriji o gibanju Zemlje razpravljal z nekaterimi drugimi doktorji znanosti Oxfordske univerze, vendar se je razprava sprevrgla v prepir. Nekaj dni kasneje je začel pisati svoje Italijanske dialoge, ki predstavljajo prvi sistematični priročnik njegove filozofije. Obstaja šest dialogov, trije kozmološki — o teoriji vesolja – in trije moralni. V delu Cena de le Ceneri (1584) ne samo potrdi obstoj heliocentrične teorije, ampak tudi predlaga, da je vesolje neskončno, sestavljeno iz nešteto mnogo svetov, ki so podobni tistim iz našega sončnega sistema. V istem dialogu govori tudi o tem, da je treba iz Svetega pisma upoštevati samo njegov moralni nauk, ne pa svetopisemskih nakazovanj astronomije. Močno je kritiziral védenje angleške družbe in doktorje znanosti Oxfordske univerze. V delu De la causa, principio e uno (1584) je predstavil fizikalno teorijo, na kateri temelji njegovo pojmovanje vesolja: »oblika« in »snov« sta tesno združeni in predstavljata »tisto«. Nato je v De l'infinito universo e mondi (1584;  O neskončnem, vesolju in svetovih) razvil svojo kozmološko teorijo s sistematičnim kritiziranjem aristotelske fizike, obenem pa je izoblikoval averoističen pogled na odnos med filozofijo in religijo; glede na ta pogled je vera sredstvo za poučevanje in vodenje nevednih ljudi, filozofija pa disciplina izvoljenih, ki so se sami sposobni obnašati in voditi druge. Naslednje njegovo delo je bilo Spaccio de la bestia trionfante (1584; Izgon triumfalne zveri), v katerem je prvi dialog te moralne trilogije, satira, ki govori o sodobnem vraževerju in razvadah in vključuje močno kritiko krščanske etike. Delo Cabala del cavallo Pegaseo (1585) je podobno, a vendar bolj pesimistično od prejšnjega, saj vključuje razpravo o odnosu med človeško dušo in univerzalno dušo in sklepanje z negacijo absolutne individualnosti nekdanje. V De gli eroici furori (1585; Junaški Frenzies) je Bruno uporabil novoplatonistično metaforiko.
V oktobru 1585 se je Bruno vrnil v Pariz, kjer je naletel na spremenjeno politično ozračje. Francoski kralj Henrik III. je razveljavil edikt pacifikacije s protestanti in kralj Navarre Henrik Burbonski je bil izobčen. Bruno se je znašel v ostri izmenjavi nasprotujočih si mnenj z varovancem katoliške stranke, matematikom Fabrizijem Mordentem. Zaradi napetosti v ozračju je Bruno zapustil Pariz.
Šel je v Nemčijo, kjer je potoval od enega univerzitetnega mesta do drugega, se preživljal kot gostujoči profesor ter objavljal različna in manj pomembna dela, vključno z Articuli centum et sexaginta (1588; »160 člankov«) ki je bilo usmerjeno proti sodobnim matematikom in filozofom. V tem delu je navedel svoje pojmovanje vere – teorija miroljubnega sožitja vseh religij na podlagi medsebojnega razumevanja in svobodno vzajemne razprave. V mestu Helmstedt je bil januarja 1589 izobčen s strani lokalne luteranske cerkve, čeprav ni nikoli bil njen član. Kljub izobčenju je ostal v mestu do pomladi, obenem pa zaključeval literarna dela na področju naravoslovja in matematike.
V tem obdobju so nastala dela (bila so objavljena po njegovi smrti):
• Latinske pesmi
• De triplici minimo et mensura
• De monade, numero et figura
• De immenso, innumerabilibus et infigurabilibus
Ker jih je želel objaviti, je leta 1590 odšel v Frankfurt, tam pa je senat zavrnil njegovo vlogo za bivanje. Kljub prepovedi bivanja se je naselil v bližnjem samostanu, kjer je predaval protestantskim zdravnikom in si pridobil sloves »univerzalnega človeka«.

### Zadnja leta
V avgustu 1591 je na povabilo beneškega plemiča Giovannija Mocenigota, Bruno napravil usodno napako s povratkom v Italijo. V tistem času ta poteza ni bila videti tvegana, saj so bile Benetke najbolj liberalne izmed vseh italijanskih držav. Napetosti v Evropi je začasno umirila smrt nepopustljivega papeža Siksta V. leta 1590 in kratkotrajni pontifikati treh naslednjih papežev pred nastopom četrtega, Klemena VIII. leta 1592. Navarski kralj in francoski kronski princ Henrik Burbonski je francoski prestol lahko podedoval edino pod pogojem, da bi se spreobrnil v katolištvo, kar bi mu zagotovilo mir s podaniki. Iz tega razloga so postale razmere za Bruna (in hugenote) na splošno neugodne tudi v Franciji. Bruno je še vedno iskal akademsko podlago, s katero bi lahko razložil oz. pojasnil svoje teorije, kot po naključju pa je izvedel, da je mesto vodje matematike na Univerzi v Padovi prosto, zato je skoraj odšel tja. Pozno poleti leta 1591 je začel zasebno predavati nemškim študentom in obenem sestavil Praelectiones geometricae (»Predavanja o geometriji«) in Ars deformationum (»Umetnost deformacije«). Na začetku zime se je izkazalo, da ne bo sprejet na čelo univerze (mesto so ponudili Galileju leta 1592), zato se je razočaran vrnil v Benetke, kot gost Moceniga, in sodeloval v razpravah beneške aristokracije. Brunova svoboda se je končala takrat, ko se je odpravljal v Frankfurt izdati novo knjigo. Bruno je bil aretiran leta 1592, zaradi njegovih heretičnih teorij. Ker se je želel izogniti kazni, se je zagovarjal z manj pomembnimi teološkimi problemi in poudarjanjem filozofije namesto teologije.
Po tem, ko je bil Bruno dve leti zaprt, so ga beneške oblasti leta 1593 predale Rimu v roke papeški inkviziciji. Inkvizicijska obtožnica ga je bremenila zagovarjanja obstoja mnogih svetov in neskončnosti vesolja, zanikanja troedinosti Boga, Marijinega deviškega spočetja, vstajenja Jezusa itd. Inkvizicijska preiskava v Rimu je trajala sedem let, v tem času pa je bil zaprt v stolpu Nona. Bruno se je skozi sojenje po eni strani v ključnih teoloških zadevah pokoril Cerkvi, a vseeno skušal ostati zvest svojim filozofskim načelom, še posebej prepričanju o obstoju več svetov. 
Navsezadnje je bil 20. januarja 1600 vseeno spoznan za krivega; papež Klemen VIII. je odredil, da mora biti obsojen kot nepoboljšljiv heretik. Njegova unitarijanska prepričanja so bila zadosten razlog za smrtno obsodbo. Inkvizicija ga je izobčila iz katoliške cerkve in obsodila na smrt, Bruno pa je razsodbo sprejel z besedami: »Vi, ki sodbo izrekate, se je bojite bolj kot jaz, ki jo sprejemam.« Po tem, ko so ga izročili posvetnim oblastem, je bil 17. februarja 1600 zažgan na grmadi na rimskem trgu Campo dei Fiori. Pred usmrtitvijo so mu z ostjo prebodli jezik, češ da je imel »zloben jezik«. Njegove posmrtne ostanke so odvrgli v reko Tibero, vsa Brunova dela pa so se znašla na seznamu prepovedanih knjig (Index Librorum Prohibitorum). 

## Miselnost
Bruno je bil zelo naprednega duha. S svojo filozofijo narave je izzival krščansko dogmatiko in v duhu renesančnega humanizma zavračal sholastiko. Prepričan je bil v to, da sta filozofija in teologija nezdružljivi, kar je bilo sicer že uveljavljeno stališče pozne sholastike (npr. Ockham). Nasprotoval je krščanskemu pojmovanju Boga kot osebe in nečesa transcendentalnega, kar pa je z vidika Cerkve krivoverstvo par excellence; gradil je panteistični nazor, po katerem je vse sestavljeno iz večne in neskončne substance. Bog je po tem istoveten z naravo (natura est deus in rebus). Edini cilj filozofije je spoznati to neustvarjeno in poduhovljeno substanco, vendar je čuti in človeški razum niso v stanju popolnoma razumeti, razen v dveh pogledih: kot dušo sveta in tvari, ki se med seboj dopolnjujeta. Duša sveta prežema vse stvari sestavljene iz tvari, tako da jih odčitujemo povezano kot vzrok in načelo. Boga ali naravo kot dejavno ustvarjalno načelo je imenoval natura naturans, kot ustvarjeni svet pa natura naturata. To sta le dve strani enotne celote, kjer se vse nahaja v vsemu, posamezno v splošnem in splošno v posameznem (tota in toto et in qualibet totius parte). Univerzum je celota, v katerem se poklapajo in sovpadajo vsa nasprotja (coincidentia oppositorum). Njegova filozofska spekulacija se odvija znotraj koordiniranega sistema odnosa med pojmi s filozofskim pomenom, zato je bolj znamenje časa, ki rojeva nove poglede na svet in hkrati stanje zahodnoevropskega pozno sholastičnega in pozno renesančnega duha, kot pa sistematsko razdelan filozofski sistem.
Kot književnik in komediograf Bruno v estetskem in literarnem pomeni ne presega sodobnikov. V zgodovini naravoslovnih znanosti zavzema vidno mesto v znanosti o vesolju. Zavračal je Aristotelovo znanost o geocentrični sferični krogli okoli nepomične Zemlje in zapleteno gibanje planetov v Ptolemejevi teoriji. V načelu je sprejemal Kopernikovo znanost, ki je nastala okoli pol stoletja prej, vendar je bila še ta do kasnejšega Keplerjevega popravka nenatančna (trije Keplerjevi zakoni). Vendar, medtem ko je Kopernik svojo znanost omejeval na Osončje, jo je Bruno razširil na celotno vesolje, ki je neskončno veliko.  Po Koperniku je Osončje obdano s kroglo nepremičnih zvezd, Bruno pa je v vseh zvezdah videl sonca, ki imajo svoje planete, naseljene z živimi bitji kot Zemlja. Poudarjal je, da Zemlja in naše Sonce nista središčni vesoljski telesi. Čeprav je Brunova njegova teorija neskončnosti svetov podobnih našemu v bistvu teoretsko spekulativna, jo danes sodobni astronomi z odkrivanjem vedno novih planetarnih sistemov zunaj našega sončnega sistema vedno znova potrjujejo.
Proti starim domnevam je postavljal nove, velikokrat se je posluževal prispodob, opazoval naravne pojave, vendar se - z veliko domišljije - ni oziral na matematično mišljenje, niti na eksperimentalno proučevanje, in je včasih prihajal tudi do napačnih zaključkov, na primer da so poti nebesnih teles krivulje brez določenih zakonitosti in da so Kopernikova krožna gibanja samo izjeme.
Kot nasprotnik antropocentričnega pojmovanja je pokazal pravo človekovo mesto v Vesolju. Svoj čas je obdaril s celim nizom novih pojmov, kot so na primer: Vesolje, neizmernost, naravni zakoni, razvojne sile v naravi itd. Namesto dogmatskih fetišizmov je ustvaril nov pesnikov kult panteističnih naravnih lepot, ki se v mnogo čem enači z antičnimi formulami stoične in novoplatonistične poezije o svetu. Njegova filozofija je bila pod vplivom Pitagore, Platona, stoikov, Nikolaja Kuzanskega, Mojstra Eckharta, Rajmonda Llulla, judovske kabale in arabske filozofije. Njegov panteizem ima preko Spinoze in Leibniza posreden vpliv na Heglovo dialektično obliko tez. Njegov navdih je močno vplival na razvoj sodobnega simbolizem in lirskega pesništva.
Giordano Bruno je prvi, ki je po obdobju antike obudil in zagovarjal misel o neskončnosti univerzuma, obstoju mnoštva osončij, podobnih našemu in obstoju izvenzemeljskega življenja. Zemlji je odvzel status absolutnega središča vesolja, saj je lahko v neskončnem prostoru središče katerakoli poljubno izbrana točka. Svoja prepričanja, ki se jim ni odpovedal niti pod pritiskom cerkvene inkvizicije, ki je svoj prav znala uveljaviti pogosto z brutalnimi metodami, je na koncu plačal z življenjem.

### Srednjeveški kozmos
Brunova kozmologija predstavlja sintezo različnih filozofskih in mističnih tradicij, ki jih Bruno ni le preprosto povzel, temveč jih je sintetiziral in nadgradil z lastnimi spoznanji. Podoba univerzuma, ki je bila v veljavi pred Giordanom Brunom, je bila zasnovana na kombinaciji Aristotelovih in Ptolemajevih dognanj. Formirala se je torej v obdobju antike, vztrajala pa vse do konca srednjega veka. Njene konstitiutivne lastnosti so geocentrizem, heterogenost in finitizem. 
Kljub temu, da je bil sklenjen model univerzuma trdno vsidran v srednjeveško zavest, pa so nekateri teologi že pred Giordanom Brunom posegali po nekoliko drugačnih rešitvah. Angleški sholastik Thomas Bradwardine je v 14. stoletju sprejemal nauk o enem in končnem univerzumu, hkrati pa ni zanikal možnosti, da Bog lahko ustvari še druga vesolja. Angleški astronom in Brunov sodobnik Thomas Digges je v slabo dodelanem kopernikanskem sistemu trdil, da je materialni svet sicer končen, vendar da se za poslednjo sfero zvezd stalnic razprostira neskončna nadnebesna regija čiste svetlobe. Pozni sholastik Nikolaj Kuzanski, eden od najpomembnejših Brunovih filozofskih virov, je v 15. stoletju učil, da univerzum nima ne meje, ne središča in ne oboda. Univerzum ni niti končen niti neskončen, pač pa nedoločen, ne omejuje ga nič, kar bi bilo izven njega. Zadnji pomembni korak pred Brunom je storil Nikolaj Kopernik, ki je nesporni avtor moderne heliocentrične teorije. Vendar pa k vprašanju neskončnosti vesolja ni prispeval nobenih teoretskih inovacij. Kopernik sicer razsredišči Zemljo, na njeno mesto postavi Sonce, okrog katerega krožijo planeti vključno z Zemljo, a vesolje kot celota ostaja še vedno omejeno z zadnjo sfero zvezd stalnic. Ovrgel je torej samo eno izmed treh glavnih predpostavk srednjeveške kozmologije. Prvi, ki je ovrgel vse tri, je bil Bruno, ki je fizičnemu vesolju pripisal dejansko neskončnost, homogenost in odsotnost absolutnega središča.

### Filozofske predpostavke Brunove kozmologije
Izhodišče Brunove filozofske orientacije je ontološki monizem, na podlagi katerega iz novoplatonističnih vplivov izpelje svoj projekt infinitizacije in homogenizacije univerzuma. Gre za filozofski nauk, ki priznava obstoj samo ene substance. Tako zavrača predstavo tradicionalne metafizike o ločenem obstoju materialne in duhovne substance. Dualizem substanc Bruno rešuje z vpotegnjenjem Boga v fizični svet. Bog, prvi dejavnik, svetovni um, svetovna duša, kot ga tudi imenuje, je imanentno prisoten v naravi (panteizem). Prežema vse vesolje, vse posamične pojave, je konstitutivni princip realnosti. Ni stvari, ki bi ne vsebovala duhovne substance, saj je ta prisotna v še tako majhnem delcu snovi (tako, kot je zvok v zaprtem prostoru prisoten ves v vsakem delu tega prostora, tako je tudi Bog prisoten ves v vsaki posamezni stvari, tudi v najmanjšem delcu snovi).
Ker pa je srednjeveška metafizika (krščanstvo) Bogu pripisovala atribut neskončnosti, to za Bruna ne pomeni nič drugega, kot da je neskončna tudi narava, v kateri se Bog manifestira. Za Bruna je značilno panteistično občutenje narave, ki jo pojmuje kot božansko.

### Brunov kozmološki model
Bruno v svojih dialogih utemeljuje svoj kozmološki model na trditvah, ki nasprotujejo aristotelskim argumentom proti neskončnosti. Sprašuje se, kaj obstaja onkraj omejenega in končnega univerzuma. Kaj bi se zgodilo s puščico, ko bi predrla zadnjo sfero zvezd stalnic. Bi morda prenehala obstajati? Kako si prestavljati praznino zunaj našega sveta? Težko si je zamisliti, da se praznina zunaj »kozmične opne«, ki je navzven neomejena, končuje v našem svetu. Brunu se zdijo aporije, ki jih s seboj prinaša finitistični model univerzuma nepremostljive. Zato ga zavrže in nadomesti z v neskončnost raztezajočim se prostorom. Ta prostor ne more biti drugačen kot uniformen. To pomeni, da ima katerikoli del tega prostora enako dovzetnosti za vsebovanje sveta (nebesnih teles), kot vsi drugi. Bruno pravi, da »obstajajo brezštevilna sonca in neštete zemlje, ki krožijo okrog teh sonc ravno tako, kot vidimo, da okrog nam bližnjega sonca kroži ta sedmerica«. Ker je prostor, v katerem se nahaja naš sončni sistem enak, kot prostor zunaj tega sistema, se mora tudi v »zunanjem« prostoru ponoviti struktura, enaka našemu sistemu. Bruno torej prenese heliocentrični sistem na celotni univerzum, v katerem se nahajajo nepreštevni svetovi, na katerih se bohotijo najrazličnejše življenjske oblike.
Neskončni uniformni prostor vsebuje še eno implikacijo, ki je pomembna za Brunov kozmološki sistem. V neskončnem prostoru namreč ni nobene točke, ki bi jo lahko imeli za središčno. Druga plat iste trditve pa je, da je središčna lahko katerakoli poljubno izbrana točka. V Aristotelovi fiziki predstavlja Zemlja absolutno središče vesolja. Po njegovi teoriji naj bi se istovrstni elementi gibali proti istemu mestu, kar pomeni, da se posamezen osnovni element lahko nahaja le na enem mestu, kar je tudi argument za to, da ne obstaja več različnih svetovnih sistemov, pač pa samo eden. Če bi obstajalo več središč, bi se osnovni elementi med seboj pomešali, in struktura sveta bi bila uničena. Bruno pa temu ugovarja, češ da obstaja toliko gravitacijskih središč, kolikor je nebesnih teles. Posamezni elementi se ne bodo gibali vsi samo k enem skupnem središču, ampak vsak k svojemu. Središče vesolja torej ne sovpada s središčem Zemlje, kot je mislil Aristotel, niti s središčem Sonca, kot je trdil Kopernik. Središče je relativen pojem, ki se nanaša na posamezna nebesna telesa in na posamezne sisteme nebesnih teles. 
Bruno si je prizadeval, da bi osnoval religijo, ki bi bila sprejemljiva za vso tedaj z verskimi vojnami razklano Evropo. Ljudem je skušal ponuditi vero, ki bi bila utemeljena na racionalnem uvidu, ne pa na dogmi. Če bi namreč ljudje sprejeli njegovo misel o neštetih svetovih, poseljenih z živimi bitji, bi Zemlja in z njo človek verjetno izgubila svoj središčni položaj tudi v teološkem smislu. Razlike med posameznimi verstvi bi postale manj pomembne in verniki bolj strpni do drugače mislečih. 

## Vplivi
Brunove teorije so vplivale na miselnost znanosti in filozofije 17. stoletja,  od 18. stoletja naprej, pa so bile absorbirane s strani veliko sodobnih filozofov. Kot simbol svobode misli je Bruno navdahnil evropska liberalna gibanja devetnajstega stoletja, zlasti gibanje za nacionalno politično enotnost v Italiji. Zaradi raznolikosti svojih interesov, so sodobni učenjaki razdeljeni glede na pomembnost njegovega dela. Brunova kozmološka vizija zagotovo predvideva nekatere temeljne vidike moderne zasnove vesolja; njegove etične ideje v nasprotju z versko asketsko etiko so privlačne sodobnemu humanističnemu aktivizmu; in njegov ideal verske in filozofske tolerance je vplival na liberalne mislece. Nasprotno pa njegov poudarek na čarobno in okultno, njegov vir kritike, prav tako kot je njegova vihrava osebnost. Kljub vsemu pa je Bruno ena izmed pomembnejših osebnosti v zgodovini razvoja zahodne misli.

### Poimenovanja
- udarni krater Giordano Bruno na Luni s premerom 22 km,
- asteroida glavnega pasu 5148 Giordano in 13223 Cenaceneri. Slednji je poimenovan po enem izmed njegovih del,
- Fundacija Giordana Bruna (ustanovil Herbert Steffen, leta 2004 v Nemčiji),
- Spominska nagrada Giordana Bruna za zasluge pri iskanju življenja zunaj Zemlje, podeljujejo jo od leta 1995.

### Ostala dela
- 1582 De umbris idearum (Pariz)
- 1582 Cantus Circaeus
- 1582 De compendiosa architectura
- 1582 Candelaio
- 1583 Ars reminiscendi
- 1583 Explicatio triginta sigillorum
- 1583 Sigillus sigillorum
- 1584 La Cena de le Ceneri (Pepelnična večerja)
- 1584 De la causa, principio, et uno (O vzroku, počelu in enem)
- 1584 De l'infinito universo et mondi (O neskončnem, vesolju in svetovih)
- 1584 Spaccio de la Bestia Trionfante (London)
- 1585 Cabala del cavallo Pegaseo–Asino Cillenico
- 1585 De gli heroici furori
- 1585 Figuratio Aristotelici Physici auditus
- 1586 Dialogi duo de Fabricii Mordentis Salernitani
- 1586 Idiota triumphans
- 1586 De somni interpretatione
- 1586 Animadversiones circa lampadem lullianam
- 1586 Lampas triginta statuarum
- 1586 Centum et viginti articuli de natura et mundo adversus peripateticos
- 1587 Delampade combinatoria Lulliana
- 1587 De progressu et lampade venatoria logicorum
- 1588 Oratio valedictoria
- 1588 Camoeracensis Acrotismus
- 1588 De specierum scrutinio
- 1588 Articuli centum et sexaginta adversus huius tempestatismathematicos atque Philosophos
- 1589 Oratio consolatoria
- 1591 De vinculis in genere
- 1591 De triplici minimo et mensura
- 1591 De monade numero et figura (Frankfurt)
- 1591 De innumerabilibus, immenso, et infigurabili
- 1591 De imaginum, signorum et idearum compositione
- 1595 Summa terminorum metaphisicorum
- 1612 Artificium perorandi

### Dela, prevedena v slovenščino
- Kozmološki dialogi, (Mihelič M. in Uršič, M. 2004. Ljubljana : Slovenska matica) COBISS Arhivirano 2015-02-16 na Wayback Machine.
- O neizmernem in neštetih ali o vesolju in svetovih (Škamperle, I. 1997.) COBISS Arhivirano 2015-02-16 na Wayback Machine.
- O neskončnem, vesolju in svetovih (Mihelič, M. 1997) COBISS Arhivirano 2015-02-16 na Wayback Machine.
- O vzroku, počelu in enem (Mihelič, M. Rogač, M. 1997) COBISS Arhivirano 2015-02-16 na Wayback Machine.
- Pepelnična večerja (Mihelič, M. 1997) COBISS Arhivirano 2015-02-17 na Wayback Machine.